# 葉村夏緒
葉村 夏緒（はむら なお）は日本の女性声優。AG-promotion所属。主にアダルトゲームに声をあてている。

## 出演作品
太字は主役・メインキャラクター

### アダルトゲーム

#### 2007年
- 明日の君と逢うために（泉水咲）
- Clear -クリア-（会田ゆき、園部薫、小野田亜美）[2]

#### 2008年
- オト☆プリ 〜恋せよ!乙女王子様♪ドキドキウェディングベル〜（雄々山 真澄）[3]
- 殻ノ少女（朽木千鶴[4]、朱崎寧々[5]）
- さくらシュトラッセ（かりんママ）
- 聖奴隷女教師（シスター・クララ）[6]
- 欲望の牢獄（韮山明日香）[7]

#### 2009年
- 姉@マス -THE ANE MASTER-（篠塚琴音）[8]
- 淫辱心療クラ（成羽菫）[9]
- 狂イク指導2 〜大和撫子増殖計画〜（三島有希菜）[10]
- 境界線の果て 〜ふたつの性別、ふたつの性格〜（阿木閑）[11]
- くる〜ず☆クルーズ 〜少女の10年と小さな約束〜（平本子）
- クロウカシス 七憑キノ贄（切原想子）[12]
- トロピカルKISS（涼風ほたる）[13]
- 発情☆乙女 〜エッチしたいだけなんだからねっ!〜（乃南かな）[14]
- フォルト!!（羽山璃花）[15]
- 変態性癖強制催眠 〜夢の中だけじゃ満足できないの〜（神取智香）[16]
- ホリゾーンの上 〜預言の書〜（フィオール・マクシマム）[17]

#### 2010年
- お姫様はぱんてられお（久寿米木籐子）[18]
- 黒獣 〜気高き聖女は白濁に染まる〜（マイア）[19]
- 5inブルトパック（乃南かな）
- 処女はお姉さまに恋してる 〜2人のエルダー〜（千倉こより）
- 翼をください（橘瑠璃火）[20]
- ぺたぺた（塩川彩）[21]
- 他の男の精液で孕んでもいいですか…?3 僕の知らない所でイキ狂っていた最愛彼女―生真面目な学園副会長―（山本真子）[22]

#### 2011年
- 愛する妻、美咲の不倫証拠『旦那とどっちが気持ちいい?』→『貴方の方が…あっ、ダメッ、またイッちゃうッ…!』（矢作美咲）[23]
- アルバイトの先輩の女の子に仕事を教わっていたら始まっちゃうHな関係。（琴平さゆ）[24]
- 妹選抜☆総選挙 〜365人の妹いちゃラブマニフェスト〜（妹）[25]
- 現在もいつかもふぁるなルナ（三月藍海）[26]
- 清純なカラダは、アイツの腕の中で男を知っていく 彼女の幸せそうな姿を、指を咥えて見ているしかない物語（狩野泉）[27]
- D-EVE in you（花井瑞姫）[28]
- フォルト!! A（羽山璃花）
- 他の男の精液で孕んでもいいですか…?6 〜内気な彼女は後輩から媚肉蹂躙され快楽によがりまくる〜（広瀬果凛）[29]
- Master×Re:master（音無遥）

#### 2012年
- 昏き祟りの森で（中宮聖子）[30]
- むりやり!?オトメDAYS（石渡 さゆり）[31]
- フォルト!!S〜新たなる恋敵〜（羽山 璃花）[32]
- お兄ちゃん、私みたいなまな板貧乳の妹に足コキされて感じちゃうんだ。変態だね。ド変態★（榊 深雪）[33]
- 第2回妹選抜☆総選挙〜366人目の妹いちゃラブ後日談〜（橘 初雪[34]、橘 のばら[35]）
- KISS+100 KISS特区、始動せり（月寒 璃瑠）[36]
- サノバ☆ビッチ 〜早乙女野薔薇ちゃん、マジ天使（ビッチ）!〜（早乙女 野薔薇）[37]

#### 2013年
- 虚ノ少女（朽木 千鶴）[38]
- 恋せよ!!妹番長（乃神 柚梨葉）[39]
- シロガネオトメ（灰羽 翼）[40]
- アクマでオシオキっ! 丸城戸サド式ヘンタイお仕置き講座（ムルムル）[41]
- モンスターズ・レイド -魔に堕ちる姫騎士-（プリシラ・メル・ノルトリア）[42]
- 他の男の精液で孕むとき2 - 障子に映る、快感に悶え狂った妻の影 -（小池 梓）[43]
- 他の女の子とHをしているオレを見て興奮する彼女（大沢 ゆりか）[44]
- 私立 寝取り学院 -10人の彼氏持ち女子校生を“寝取って激イキ”させろ!-（岡本 弥生）[45]

#### 2014年
- 天秤のLa DEA。戦女神MEMORIA（ニウ）[46]
- 母娘みっくすいじり〜むっちり母と微乳な娘の淫肉開発（城崎 美弥子）[47]
- 触区 外伝 〜退魔師早苗、淫虐の処女散華〜（南森 早苗）[48]
- 病マナヒ姉ハ無ヒ（夏目 椋鳥、宇佐 兎子）[49]
- 導かれしモノ達の楽園〜BEDLAM〜（白井・マグダ・真理子）[50]
- P/A〜Potential Ability〜（三原 藍夏）[51]
- セミラミスの天秤（南 小百合）
- 完全なる調教ファイル（高岡 七奈）[52]
- 絶対服従 借金母娘の性的隷属 債務返済（御子神 佳乃）[53]
- できない私が、くり返す。（米山 美羽）[54]
- 睡眠快楽狂イク 〜汚れを知らぬ処女のままその肢体は開発されていく〜（紫堂 彩香）[55]
- 流され妻、綾乃の“ネトラレ”報告 -おっとり妻&一晩ぶっ通し超肉食不倫セックス-（山内 綾乃）[56]

#### 2015年
- 人妻競売市場 〜エロい人妻お売りします〜（三笠 佐和子）[57]
- セミラミスの天秤 Fated Dolls（南 小百合）
- エンジェルゲーム（海老名 里奈）[58]
- 逆催眠 思い切り僕を愛して苛めて可愛がって（長坂 範子）[59]
- 痴漢王 〜淫欲の解放者〜（シスター・クララ）[60]
- 光翼戦姫エクスティア（葛城 真理奈）[61]
- 私立 寝取り学院2 -続・10人の彼氏持ち女子校生を“寝取って激イキ”させろ!-（船橋 遥香）[62]
- メイプルカラーズHHH〜クラス全員俺の嫁!〜（如月 零）[63]
- おお勇者よ、イってしまうとは情けない!（クロエ）[64]
- ロイヤルガーデン 〜乙女に恋する皇子の戯曲〜（秋月 灯花）[65]
- おっぱいぱいぱい 平均バスト100cmのハーレム生活（来生 亜弓）[66]
- マジカル☆ディアーズ（パルティ＝C＝ハートレッド）[67]
- 真痴漢王（稲葉 瑞季）[68]
- 機関幕末異聞 ラストキャバリエ（深雪 太夫）[69]

#### 2016年
- 光翼戦姫エクスティアII（葛城 真理奈）[70]
- 学園みんなの性処理係 ～ドスケベ奉仕委員会ぱこぱこ活動記録!～ (深山 ぼたん)
- 戦国†恋姫X ～乙女絢爛☆戦国絵巻～ (小島 貞子 貞興)
- イクイクママ 欲求不満な人妻をデカチン男に抱かせたらイキすぎておかしくなってしまいました。 (里村 一華)
- 俺のセフレはカレシ持ち学生会長～生真面目JKがイキ狂って妊娠するまでの浮気SEX記録～（新田 彩葉）[71]

#### 2017年
- 光翼戦姫エクスティア side.4 -ガヌスギル、逆襲の肛虐調教- (葛城 真理奈)
- 光翼戦姫エクスティアA (葛城 真理奈)
- 春音アリス＊グラム (佐伯 まおり)
- 大阪AWAKING (安堂 花梨)
- 新・他の男の精液で孕んでもいいですか…?3 浮気手記に綴られた快楽の爪痕 (宮園 さやか}
- あまエロ ～童貞君を優しくエスコート～ (片布津 眞鈴)
- 夏夜に悶える七人の誘女 (生方 瑞穂)
- 恋ニ、甘味ヲソエテ (ちまきちゃん)

#### 2018年
- 兄嫁 -未亡人- (北舘 由良)[72]
- 俺の彼女がガチ変態すぎる (長岡 ここね)[73]
- まおてん (花屋さん、尽神 巴)[74]
- 黒獣・改 ～気高き聖女は白濁に染まる～(マイア)
- 堕とされ妻 朋奈美 ～愛しているのは夫だけのはずなのに… (深凪 朋奈美)
- 僕ママ×友ママ交姦ハメップ性活 ～母性あふれる僕らの巨乳ママたちは背徳に身悶えながら甘えん棒を貪り喘ぐ～ (牧野 亜夜子)

#### 2019年
- 錬精術士コレットのHな搾精物語 ～精液を集める錬精術士～(エミリア・バッツドルフ)
- 寝取られ妻・絵理奈 ～愛する妻は他の男の上で腰を振る～(鴻ノ池 絵理奈)
- セックスレス 地味妻が不倫に走った理由 (三上 理子)
- 殻ノ少女《FULL VOICE HD SIZE EDITION》(朱崎 寧々、朽木 千鶴)
- 清楚な同級生人妻はオレの××で愛慾に目覚める。 新感覚アニメーションノベル妻缶(白井 美咲)

#### 2020年
- 光翼戦姫エクスティア3(葛城 真理奈)
- 虚ノ少女《NEW CAST REMASTER EDITION》(朽木 千鶴)
- 優来があいつに抱かれる理由 〜愛する妻は今日もあの男に精液を注がれてゆく〜(相模 優来)
- 天ノ少女《PREMIUM EDITION》(朽木 千鶴)

#### 2021年
- 愛する妻と10人の過去男(朝霞 美和)

#### 2022年
- 凛とした最愛妻は、人知れず淫乱ら妻へと堕ちて ～他の男を受け挿れ拡げられた濡れ穴は、もう俺のモノでは埋められない～(中居 絵美菜)
- 光翼戦姫エクスティアP パラレルエピソード1 魔法少女ぱすてるまりぃ☆彡（葛城 真理奈）
- 光翼戦姫エクスティアTS パラレルエピソード3 トワイライトセイバー（葛城 真理奈）

#### 2023年
- 白恋サクラ＊グラムLF（佐伯 まおり）
- 他人棒でイキ狂い快楽に溺れていく最愛妻 ～見せつけられた快楽に絶頂する妻の痴態～（塚山 和奏）
- 天瀬島は色恋ざかり（春風 園花）

#### 2024年
- 快楽セックスで堕とされていた愛する妻 〜他の男の手で身も心もイキ狂っていく最愛妻〜（水沼 澪）

### ソーシャルゲーム
- Quiz of Walkure（ニシル、ハク、イーヴ、メリー）[75]
- ラビリンスバインド（柚月 晶、河居 桜子）[75]
- 戦国プロヴィデンス[75]

### OVA
- 麻呂の患者はガテン系 咲美の章（石原 雪菜）[76]

### ラジオ
- ないある!（マンスリーパーソナリティ：2011年6月）

### 歌
- はりきり！？オトメDAYS（『むりやり！？オトメDAYS』EDテーマ）
  - 歌：鈴田美夜子、葉村夏緒